# Ski de fond aux Jeux paralympiques de 2018
Navigation
Sotchi 2014 Pékin 2022
Les épreuves de Ski de fond aux Jeux paralympiques d'hiver de 2018 se tiendront le 11 mars 2018 au 18 mars 2018 au Centre de ski de fond d'Alpensia.
Les catégories de handicaps sont debout guidés (déficient visuel), assis et debout
Trois types d'épreuves individuelles seront présents :
- Distances courtes ou sprint : 1,5 km (debout Hommes/Femmes) ou 1,1 km (luge Hommes/Femmes)
- Distances moyennes : 10 km (debout Hommes) ou 7,5 km (luge Hommes/debout Femmes) ou 5 km (luge Femmes)
- Distances longues : 20 km (debout Hommes) ou 15 km (luge Hommes/debout Femmes) ou 12 km (luge Femmes)

Il y a également deux épreuves toutes classes de handicap : un relais mixte (au moins un homme et au moins une femmes) 4 × 2,5 km , relais ouvert (au moins deux fondeurs) 4 × 2,5 km ; dans ces épreuves de relais, il peut y avoir entre deux et quatre personnes hors guide.
Les catégories de handicaps sont déficient visuel avec guide, assis en luge et debout.

## Médaillés
| Classe             | Épreuve                    | Or | Argent                                                              | Bronze                                                        |
| Femmes             |                            | |                                                                     |                                                               |
| Malvoyantes        | 1,5 km sprint              | Sviatlana Sakhanenka (BLR) Guide : Raman Yashchanka                                                                              | Mikhalina Lyssova (NPA) · Guide : Alexey Ivanov                     | Oksana Shyshkova (UKR) Guide : Vitaliy Kazakov                |
| Malvoyantes        | 7,5 km libre               | Sviatlana Sakhanenka (BLR) Guide : Raman Yashchanka                                                                              | Mikhalina Lyssova (NPA) · Guide : Alexey Ivanov                     | Carina Edlinger (AUT) Guide : Julian Edlinger                 |
| Malvoyantes        | 15 km classique            | Sviatlana Sakhanenka (BLR) Guide : Raman Yashchanka                                                                              | Oksana Shyshkova (UKR) Guide : Vitaliy Kazakov                      | Mikhalina Lyssova (NPA) · Guide : Alexey Ivanov               |
|                    |                            | |                                                                     |                                                               |
| Debout             | 1,5 km sprint              | Anna Milenina (NPA) | Vilde Nilsen (NOR)                                                  | Natalie Wilkie (CAN)                                          |
| Debout             | 7,5 km libre               | Natalie Wilkie (CAN) | Iekaterina Roumiantseva (NPA)                                       | Emily Young (CAN)                                             |
| Debout             | 15 km classique            | Iekaterina Roumiantseva (NPA) | Anna Milenina (NPA)                                                 | Liudmyla Liashenko (UKR)                                      |
|                    |                            | |                                                                     |                                                               |
| Assises            | 1,1 km sprint              | Oksana Masters (USA) | Andrea Eskau (GER)                                                  | Marta Zaïnoullina (NPA)                                       |
| Assises            | 5 km                       | Oksana Masters (USA) | Andrea Eskau (GER)                                                  | Marta Zaïnoullina (NPA)                                       |
| Assises            | 12 km                      | Kendall Gretsch (USA) | Andrea Eskau (GER)                                                  | Oksana Masters (USA)                                          |
| Hommes             |                            | |                                                                     |                                                               |
| Malvoyants         | 1,5 km sprint              | Brian McKeever (CAN) Guide : Russell Kennedy                                                                                     | Zebastian Modin (SWE) Guide : Robin Bryntesson                      | Eirik Bye (NOR) Guide : Arvid Nelson                          |
| Malvoyants         | 10 km libre                | Brian McKeever (CAN) Guide : Graham Nishikawa                                                                                    | Jake Adicoff (USA) Guide : Sawyer Kesselheim                        | Yury Holub (BLR) Guide : Dzmitry Budzilovich                  |
| Malvoyants         | 20 km classique            | Brian McKeever (CAN) Guide : Graham Nishikawa                                                                                    | Yury Holub (BLR) Guide : Dzmitry Budzilovich                        | Thomas Clarion (FRA) Guide : Antoine Bollet                   |
|                    |                            | |                                                                     |                                                               |
| Debout             | 1,5 km sprint              | Alexandr Kolyadin (KAZ) | Yoshihiro Nitta (JPN)                                               | Mark Arendz (CAN)                                             |
| Debout             | 1,5 km sprint              | Alexandr Kolyadin (KAZ) | Yoshihiro Nitta (JPN)                                               | Ilkka Tuomisto (FIN)                                          |
| Debout             | 10 km libre                | Yoshihiro Nitta (JPN) | Grygorii Vovchynskyi (UKR)                                          | Mark Arendz (CAN)                                             |
| Debout             | 20 km classique            | Ihor Reptyukh (UKR) | Benjamin Daviet (FRA)                                               | Hakon Olsrud (NOR)                                            |
|                    |                            | |                                                                     |                                                               |
| Assis              | 1,1 km sprint              | Andrew Soule (USA) | Dzmitry Loban (BLR)                                                 | Daniel Cnossen (USA)                                          |
| Assis              | 7,5 km assis               | Sin Eui-hyun (KOR) | Daniel Cnossen (USA)                                                | Maksym Yarovyi (UKR)                                          |
| Assis              | 15 km                      | Maksym Yarovyi (UKR) | Daniel Cnossen (USA)                                                | Sin Eui-hyun (KOR)                                            |
| Mixte              |                            | |                                                                     |                                                               |
| Toutes les classes | Relais mixte (4 × 2,5 km)  | Ukraine Iurii Utkin Guide : Ruslan Perekhoda Liudmyla Liashenko Yuliia Batenkova-Bauman Oksana Shyshkova Guide : Vitaliy Kazakov | Canada Natalie Wilkie Emily Young Chris Klebl Mark Arendz           | Allemagne Andrea Eskau Steffen Lehmker Alexander Ehler        |
| Toutes les classes | Relais ouvert (4 × 2,5 km) | France Benjamin Daviet Anthony Chalencon Guide: Simon Valverde Thomas Clarion Guide: Antoine Bollet                              | Norvège Nils-Erik Ulset Håkon Olsrud Eirik Bye Guide : Arvid Nelson | Canada Collin Cameron Brian McKeever Guide : Graham Nishikawa |

## Tableau des médailles
- Pays organisateur (Corée du Sud)

| Rang  | Nation                         | Or | Argent | Bronze | Total |
| ----- | ------------------------------ | -- | ------ | ------ | ----- |
| 1     | États-Unis                     | 4  | 3      | 2      | 9     |
| 2     | Canada                         | 4  | 1      | 5      | 10    |
| 3     | Ukraine                        | 3  | 2      | 3      | 8     |
| 4     | Biélorussie                    | 3  | 2      | 1      | 6     |
| 5     | Athlètes paralympiques neutres | 2  | 4      | 3      | 9     |
| 6     | France                         | 1  | 1      | 1      | 3     |
| 7     | Japon                          | 1  | 1      | 0      | 2     |
| 8     | Corée du Sud                   | 1  | 0      | 1      | 2     |
| 9     | Kazakhstan                     | 1  | 0      | 0      | 1     |
| 10    | Allemagne                      | 0  | 3      | 1      | 4     |
| 11    | Norvège                        | 0  | 2      | 2      | 4     |
| 12    | Suède                          | 0  | 1      | 0      | 1     |
| 13    | Autriche                       | 0  | 0      | 1      | 1     |
| 13    | Finlande                       | 0  | 0      | 1      | 1     |
| Total | Total                          | 20 | 20     | 21     | 61    |